# Volleyball World Beach Pro Tour 2022 der Männer
Die Volleyball World Beach Pro Tour 2022 der Männer bestand aus 42 Beachvolleyball-Turnieren. Neun Turniere gehörten in die Kategorie „Elite16“, zehn Turniere in die Kategorie „Challenge“ und 23 Turniere in die Kategorie „Futures“. Hinzu kamen noch die Weltmeisterschaft in Rom und „The Finals“ in Doha.

## Turniere

### Übersicht
Die folgende Tabelle zeigt alle Männer-Turniere der Volleyball World Beach Pro Tour 2022.
| Austragungsort | Land                         | Kategorie         | Datum                             |
| -------------- | ---------------------------- | ----------------- | --------------------------------- |
| Tlaxcala       | Mexiko                       | Challenge         | 16. bis 20. März 2022             |
| Rosarito       | Mexiko                       | Elite16           | 23. bis 27. März 2022             |
| Coolangatta    | Australien                   | Future            | 30. März bis 3. April 2022        |
| Itapema        | Brasilien                    | Challenge         | 14. bis 17. April 2022            |
| Songkhla       | Thailand                     | Future            | 14. bis 17. April 2022            |
| Doha           | Katar                        | Challenge         | 5. bis 8. Mai 2022                |
| Madrid         | Spanien                      | Future            | 12. bis 15. Mai 2022              |
| Rhodos         | Griechenland                 | Future            | 19. bis 22. Mai 2022              |
| Kuşadası       | Türkei                       | Challenge         | 19. bis 22. Mai 2022              |
| Ostrava        | Tschechien                   | Elite16           | 25. bis 29. Mai 2022              |
| Cervia         | Italien                      | Future            | 26. bis 29. Mai 2022              |
| Jūrmala        | Lettland                     | Elite16           | 1. bis 5. Juni 2022               |
| Klaipėda       | Litauen                      | Future            | 2. bis 5. Juni 2022               |
| Rom            | Italien                      | Weltmeisterschaft | 10. bis 19. Juni 2022             |
| Balikesir      | Türkei                       | Future            | 16. bis 19. Juni 2022             |
| Białystok      | Polen                        | Future            | 23. bis 26. Juni 2022             |
| Ios            | Griechenland                 | Future            | 29. Juni bis 2. Juli 2022         |
| Giardini-Naxos | Italien                      | Future            | 30. Juni bis 3. Juli 2022         |
| Gstaad         | Schweiz                      | Elite16           | 6. bis 10. Juli 2022              |
| Lecce          | Italien                      | Future            | 7. bis 10. Juli 2022              |
| Espinho        | Portugal                     | Challenge         | 14. bis 17. Juli 2022             |
| Cirò Marina    | Italien                      | Future            | 14. bis 17. Juli 2022             |
| Agadir         | Marokko                      | Challenge         | 21. bis 24. Juli 2022             |
| Warschau       | Polen                        | Future            | 21. bis 24. Juli 2022             |
| Leuven         | Belgien                      | Future            | 21. bis 24. Juli 2022             |
| Ljubljana      | Slowenien                    | Future            | 28. bis 31. Juli 2022             |
| Mysłowice      | Polen                        | Future            | 28. bis 31. Juli 2022             |
| Hamburg        | Deutschland                  | Elite16           | 10. bis 14. August 2022           |
| Budapest       | Ungarn                       | Future            | 11. bis 14. August 2022           |
| Cortegaça      | Portugal                     | Future            | 11. bis 14. August 2022           |
| Baden          | Österreich                   | Future            | 25. bis 28. August 2022           |
| Montpellier    | Frankreich                   | Future            | 24. bis 27. August 2022           |
| Warschau       | Polen                        | Future            | 1. bis 4. September 2022          |
| Paris          | Frankreich                   | Elite16           | 28. September bis 2. Oktober 2022 |
| Malediven      | Malediven                    | Challenge         | 13. bis 16. Oktober 2022          |
| Dubai          | Vereinigte Arabische Emirate | Challenge         | 22. bis 25. Oktober 2022          |
| Dubai          | Vereinigte Arabische Emirate | Challenge         | 27. bis 30. Oktober 2022          |
| Kapstadt       | Südafrika                    | Elite16           | 2. bis 6. November 2022           |
| Uberlândia     | Brasilien                    | Elite16           | 9. bis 13. November 2022          |
| Torquay        | Australien                   | Challenge         | 23. bis 27. November 2022         |
| Torquay        | Australien                   | Elite16           | 29. November bis 3. Dezember 2022 |
| Subic-Bucht    | Philippinen                  | Future            | 9. bis 11. Dezember 2022          |
| Den Haag       | Niederlande                  | Future            | 28. bis 31. Dezember 2022         |
| Doha           | Katar                        | The Finals        | 26. bis 29. Januar 2023           |

### Tlaxcala
Challenge, 16. bis 20. März 2022
| Platz | Team                                 |
| ----- | ------------------------------------ |
| 1     | Michał Bryl / Bartosz Łosiak         |
| 2     | Noé Aravena / Vicente Droguett       |
| 3     | Jānis Šmēdiņš / Aleksandrs Samoilovs |
| 4     | Renato Lima / Vitor Felipe           |
| 5     | Christopher McHugh / Paul Burnett    |
| 5     | Daniele Lupo / Alex Ranghieri        |
| 5     | Alexander Brouwer / Robert Meeuwsen  |
| 5     | David Åhman / Jonatan Hellvig        |

### Rosarito
Elite16, 23. bis 27. März 2022
| Platz | Team                                |
| ----- | ----------------------------------- |
| 1     | Cherif Younousse / Ahmed Tijan      |
| 2     | Alexander Brouwer / Robert Meeuwsen |
| 3     | Anders Mol / Christian Sørum        |
| 4     | Michał Bryl / Bartosz Łosiak        |
| 5     | Alison Cerutti / Guto Carvalhaes    |
| 5     | André Loyola / George Wanderley     |
| 5     | Ondřej Perušič / David Schweiner    |
| 5     | Enrico Rossi / Adrian Carambula     |

### Itapema
Challenge, 14. bis 17. April 2022
| Platz | Team                               |
| ----- | ---------------------------------- |
| 1     | André Loyola / George Wanderley    |
| 2     | Ondřej Perušič / David Schweiner   |
| 3     | Leon Luini / Ruben Penninga        |
| 4     | Kusti Nõlvak / Mart Tiisaar        |
| 5     | Martin Ermacora / Moritz Pristauz  |
| 5     | Youssef Krou / Arnaud Gauthier-Rat |
| 5     | Paolo Nicolai / Samuele Cottafava  |
| 5     | Theodore Brunner / Chaim Schalk    |

### Doha
Challenge, 5. bis 8. Mai 2022
| Platz | Team                              |
| ----- | --------------------------------- |
| 1     | Michał Bryl / Bartosz Łosiak      |
| 2     | Paolo Nicolai / Samuele Cottafava |
| 3     | Martin Ermacora / Moritz Pristauz |
| 4     | Stefan Boermans / Yorick de Groot |
| 5     | Christopher McHugh / Paul Burnett |
| 5     | Robin Seidl / Philipp Waller      |
| 5     | Esteban Grimalt / Marco Grimalt   |
| 5     | Clemens Wickler / Nils Ehlers     |

### Kuşadası
Challenge, 19. bis 22. Mai 2022
| Platz | Team                              |
| ----- | --------------------------------- |
| 1     | David Åhman / Jonatan Hellvig     |
| 2     | Christopher McHugh / Paul Burnett |
| 3     | Clemens Wickler / Nils Ehlers     |
| 4     | Enrico Rossi / Adrian Carambula   |
| 5     | Evandro Gonçalves / Álvaro Filho  |
| 5     | Esteban Grimalt / Marco Grimalt   |
| 5     | Mathias Berntsen / Hendrik Mol    |
| 5     | Piotr Kantor / Maciej Rudol       |

### Ostrava
Elite16, 25. bis 29. Mai 2022
| Platz | Team                                |
| ----- | ----------------------------------- |
| 1     | Anders Mol / Christian Sørum        |
| 2     | Ondřej Perušič / David Schweiner    |
| 3     | Alexander Brouwer / Robert Meeuwsen |
| 4     | Pablo Herrera / Adrián Gavira       |
| 5     | Alison Cerutti / Guto Carvalhaes    |
| 5     | André Loyola / George Wanderley     |
| 5     | Michał Bryl / Bartosz Łosiak        |
| 5     | Cherif Younousse / Ahmed Tijan      |

### Jūrmala
Elite16, 1. bis 5. Juni 2022
| Platz | Team                                        |
| ----- | ------------------------------------------- |
| 1     | Paolo Nicolai / Samuele Cottafava           |
| 2     | Cherif Younousse / Ahmed Tijan              |
| 3     | André Loyola / George Wanderley             |
| 4     | Kusti Nõlvak / Mart Tiisaar                 |
| 5     | Alison Cerutti / Guto Carvalhaes            |
| 5     | Clemens Wickler / Nils Ehlers               |
| 5     | Christiaan Varenhorst / Steven van de Velde |
| 5     | Theodore Brunner / Chaim Schalk             |

### Rom
Weltmeisterschaft, 10. bis 19. Juni 2022
| Platz | Team                                |
| ----- | ----------------------------------- |
| 1     | Anders Mol / Christian Sørum        |
| 2     | Renato Lima / Vitor Felipe          |
| 3     | André Loyola / George Wanderley     |
| 4     | Theodore Brunner / Chaim Schalk     |
| 5     | Alison Cerutti / Guto Carvalhaes    |
| 5     | Bruno Schmidt / Saymon Barbosa      |
| 5     | Kusti Nõlvak / Mart Tiisaar         |
| 5     | Alexander Brouwer / Robert Meeuwsen |

### Gstaad
Elite16, 6. bis 10. Juli 2022
| Platz | Team                                        |
| ----- | ------------------------------------------- |
| 1     | Esteban Grimalt / Marco Grimalt             |
| 2     | Ondřej Perušič / David Schweiner            |
| 3     | Christiaan Varenhorst / Steven van de Velde |
| 4     | Bruno Schmidt / Saymon Barbosa              |
| 5     | Marco Krattiger / Florian Breer             |
| 5     | Julian Hörl / Alexander Horst               |
| 5     | Renato Lima / Vitor Felipe                  |
| 5     | Robin Sowa / Lukas Pfretzschner             |

### Espinho
Challenge, 14. bis 17. Juli 2022
| Platz | Team                                        |
| ----- | ------------------------------------------- |
| 1     | Michał Bryl / Bartosz Łosiak                |
| 2     | Martin Ermacora / Moritz Pristauz           |
| 3     | Jānis Šmēdiņš / Aleksandrs Samoilovs        |
| 4     | Piotr Kantor / Maciej Rudol                 |
| 5     | Serhij Popow / Eduard Resnik                |
| 5     | Marco Krattiger / Florian Breer             |
| 5     | Christiaan Varenhorst / Steven van de Velde |
| 5     | Enrico Rossi / Adrian Carambula             |

### Agadir
Challenge, 21. bis 24. Juli 2022
| Platz | Team                              |
| ----- | --------------------------------- |
| 1     | Matthew Immers / Stefan Boermans  |
| 2     | Mathias Berntsen / Hendrik Mol    |
| 3     | Marco Krattiger / Florian Breer   |
| 4     | Christopher McHugh / Paul Burnett |
| 5     | Enrico Rossi / Adrian Carambula   |
| 5     | Juan Virgen / Miguel Sarabia      |
| 5     | Leon Luini / Ruben Penninga       |
| 5     | Hasan Mermer / Safa Urlu          |

### Hamburg
Elite16, 10. bis 14. August 2022
| Platz | Team                                |
| ----- | ----------------------------------- |
| 1     | Michał Bryl / Bartosz Łosiak        |
| 2     | Alexander Brouwer / Robert Meeuwsen |
| 3     | Clemens Wickler / Nils Ehlers       |
| 4     | Matthew Immers / Stefan Boermans    |
| 5     | Ondřej Perušič / David Schweiner    |
| 5     | Pablo Herrera / Adrián Gavira       |
| 5     | Paolo Nicolai / Samuele Cottafava   |
| 5     | Leon Luini / Ruben Penninga         |

### Paris
Elite16, 28. September bis 2. Oktober 2022
| Platz | Team                                |
| ----- | ----------------------------------- |
| 1     | Anders Mol / Christian Sørum        |
| 2     | Alexander Brouwer / Robert Meeuwsen |
| 3     | Paolo Nicolai / Samuele Cottafava   |
| 4     | Esteban Grimalt / Marco Grimalt     |
| 5     | Pablo Herrera / Adrián Gavira       |
| 5     | Matthew Immers / Stefan Boermans    |
| 5     | Michał Bryl / Bartosz Łosiak        |
| 5     | Cherif Younousse / Ahmed Tijan      |

### Malediven
Challenge, 13. bis 16. Oktober 2022
| Platz | Team                                 |
| ----- | ------------------------------------ |
| 1     | Cherif Younousse / Ahmed Tijan       |
| 2     | Chase Budinger / Troy Field          |
| 3     | David Åhman / Jonatan Hellvig        |
| 4     | Serhij Popow / Eduard Resnik         |
| 5     | Evandro Gonçalves / Vinicius Rezende |
| 5     | Jakub Šépka / Tomáš Semerád          |
| 5     | Alex Ranghieri / Marco Viscovich     |
| 5     | Andy Benesh / Miles Partain          |

### Dubai 1
Challenge, 22. bis 25. Oktober 2022
| Platz | Team                             |
| ----- | -------------------------------- |
| 1     | Andy Benesh / Miles Partain      |
| 2     | Serhij Popow / Eduard Resnik     |
| 3     | Pedro Solberg / Arthur Mariano   |
| 4     | Logan Webber / Evan Cory         |
| 5     | Zachery Schubert / Thomas Hodges |
| 5     | Calvin Aye / Quincy Ayé          |
| 5     | Alex Ranghieri / Marco Viscovich |
| 5     | Taylor Crabb / Paul Lotman       |

### Dubai 2
Challenge, 27. bis 30. Oktober 2022
| Platz | Team                                  |
| ----- | ------------------------------------- |
| 1     | David Åhman / Jonatan Hellvig         |
| 2     | Nicolás Capogrosso / Tomas Capogrosso |
| 3     | Taylor Crabb / Paul Lotman            |
| 4     | Adrian Heidrich / Leo Dillier         |
| 5     | Zachery Schubert / Thomas Hodges      |
| 5     | Pedro Solberg / Arthur Mariano        |
| 5     | Enrico Rossi / Adrian Carambula       |
| 5     | Alex Ranghieri / Marco Viscovich      |

### Kapstadt
Elite16, 2. bis 6. November 2022
| Platz | Team                                |
| ----- | ----------------------------------- |
| 1     | Anders Mol / Christian Sørum        |
| 2     | David Åhman / Jonatan Hellvig       |
| 3     | Cherif Younousse / Ahmed Tijan      |
| 4     | Robin Seidl / Philipp Waller        |
| 5     | Martin Ermacora / Moritz Pristauz   |
| 5     | Arthur Canet / Téo Rotar            |
| 5     | Paolo Nicolai / Samuele Cottafava   |
| 5     | Alexander Brouwer / Robert Meeuwsen |

### Uberlândia
Elite16, 9. bis 13. November 2022
| Platz | Team                                 |
| ----- | ------------------------------------ |
| 1     | André Loyola / George Wanderley      |
| 2     | Pedro Solberg / Arthur Mariano       |
| 3     | Anders Mol / Christian Sørum         |
| 4     | Renato Lima / Vitor Felipe           |
| 5     | Julian Hörl / Alexander Horst        |
| 5     | Robin Seidl / Philipp Waller         |
| 5     | Evandro Gonçalves / Vinicius Rezende |
| 5     | Mathias Berntsen / Hendrik Mol       |

### Torquay 1
Challenge, 23. bis 27. November 2022
| Platz | Team                               |
| ----- | ---------------------------------- |
| 1     | Daniele Lupo / Enrico Rossi        |
| 2     | Adrian Carambula / Alex Ranghieri  |
| 3     | Christopher McHugh / Paul Burnett  |
| 4     | João Pedrosa / Hugo Campos         |
| 5     | Izac Carracher / Mark Nicolaidis   |
| 5     | Zachery Schubert / Thomas Hodges   |
| 5     | Youssef Krou / Arnaud Gauthier-Rat |
| 5     | Yves Haussener / Quentin Métral    |

### Torquay 2
Elite16, 29. November bis 3. Dezember 2022
| Platz | Team                               |
| ----- | ---------------------------------- |
| 1     | Youssef Krou / Arnaud Gauthier-Rat |
| 2     | Zachery Schubert / Thomas Hodges   |
| 3     | Adrian Carambula / Alex Ranghieri  |
| 4     | Miles Evans / Paul Lotman          |
| 5     | Christopher McHugh / Paul Burnett  |
| 5     | Calvin Ayé / Quincy Ayé            |
| 5     | Daniele Lupo / Enrico Rossi        |
| 5     | Mathias Berntsen / Hendrik Mol     |

### Doha
The Finals, 26. bis 29. Januar 2023
| Platz | Team                                |
| ----- | ----------------------------------- |
| 1     | Anders Mol / Christian Sørum        |
| 2     | Michał Bryl / Bartosz Łosiak        |
| 3     | Paolo Nicolai / Samuele Cottafava   |
| 4     | Alexander Brouwer / Robert Meeuwsen |
| 5     | André Loyola / George Wanderley     |
| 5     | Adrian Carambula / Alex Ranghieri   |
| 7     | Ondřej Perušič / David Schweiner    |
| 7     | Cherif Younousse / Ahmed Tijan      |
| 9     | Renato Lima / Vitor Felipe          |
| 9     | Esteban Grimalt / Marco Grimalt     |

## Auszeichnungen des Jahres 2022
Team Ranking basierend auf den acht besten Resultaten
| FIVB Sieger Team Ranking | Anders Mol / Christian Sørum |